# 洲際酒店集團

洲際酒店集團舊標誌

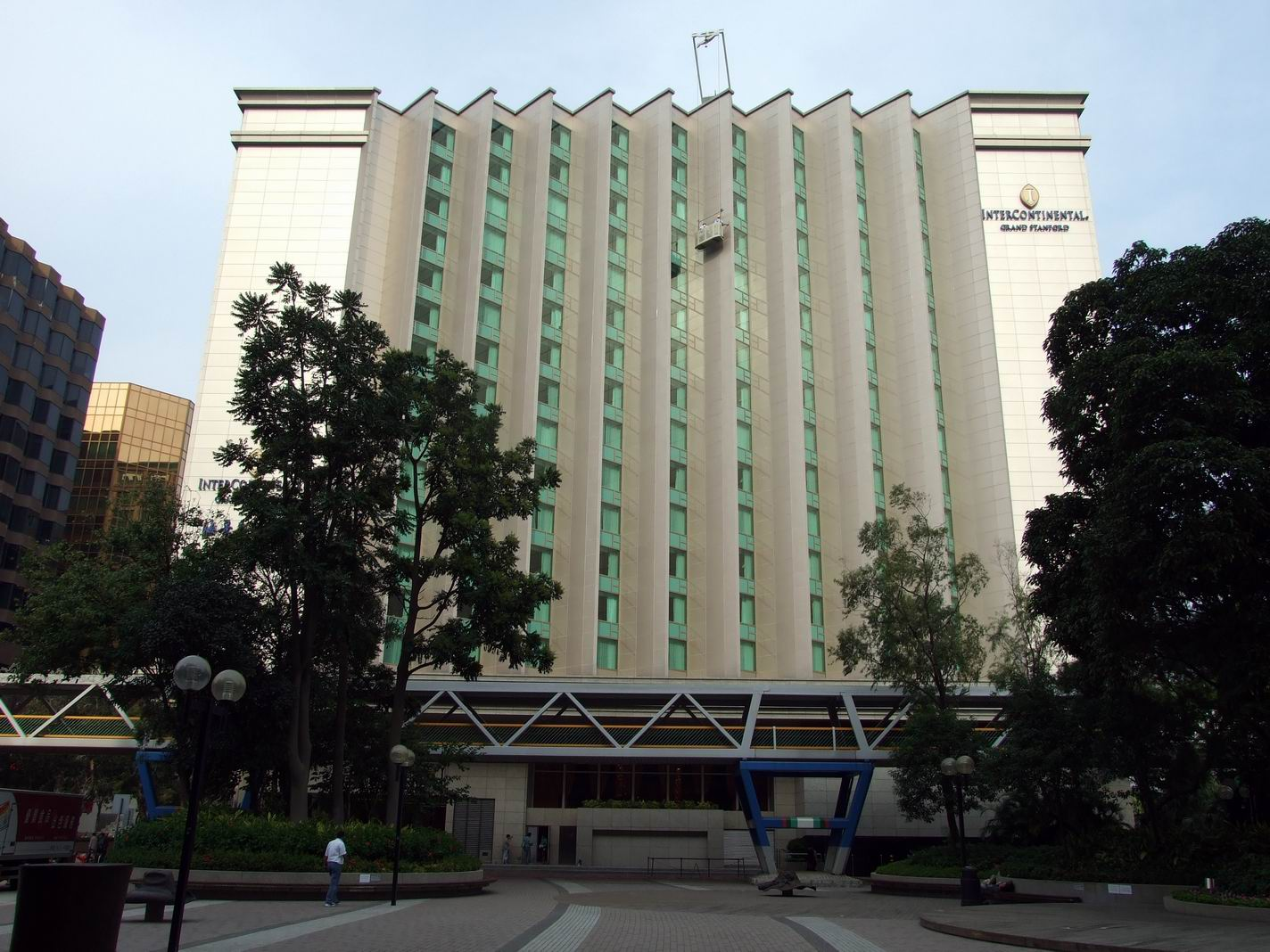
香港海景嘉福酒店是由洲際酒店及度假村經營及管理

洲際酒店集團（英語：InterContinental Hotels Group plc，简称IHG）前稱洲际酒店（InterContinental Hotels），是伦交所和纽交所上市公司，總部设在英國白金汉郡的登纳姆（Denham）。
截至2020年4月30日，洲際酒店集團是全球第二大、客房數量最多的跨國酒店企業。僅次於萬豪國際酒店集團，由洲際酒店集團自資擁有、營運管理、出租或發出經營權的酒店6103家（大中華佔411家），酒店客房數量878,521間（大中華佔93,923间客房），據點分佈在近110個國家和地區，还擁有英國第二大軟性饮料生產商碧域公司67.5％的控股權。
值得一提的是，集團以英國為總部，其最主要業務卻是位於美國，而管理層辦公地點以及英語呼叫中心也是位於美國亞特蘭大。

## 歷史
集團的歷史可以追朔至1777年，英國商人William Bass以他的姓氏創立了巴斯醸酒廠（Bass Brewery）。1875年，該醸酒廠標誌更成為了英國史上首個註冊商標。
巴斯醸酒廠後來更名為巴斯查靈頓（Bass Charrington），並於1969年成立了其連鎖酒店體系-Crest Hotel。
1988年，英國政府開始限制由醸酒廠持有的直屬酒吧數目，也因而導致巴斯查靈頓逐漸把業務重心轉移至酒店經營，及後也因而收購了假日酒店連鎖，成為巴斯酒店集團（Bass Hotels）的雛形。
在第二次世界大戰後，泛美世界航空（Pan American World Airways）在美洲、歐洲、非洲、亞太和中東拓展航空市場。創辦國際級酒店品牌洲際酒店及度假村。客人目標為外國官商、國家元首、皇室人員、搖滾明星、知名人士等，包括喬治五世和瑪麗皇后、雷尼爾王子和格蕾絲王妃、艾娃·加德納、約瑟芬·貝克、納金高、伊梅爾達·馬科斯、瑪格麗特·戴卓爾、路易斯·阿姆斯壯、雷根總統和夫人、希拉克總統和威廉王子等。
1981年，泛美航空以50萬美元的代價出售了其控股公司洲際酒店公司（Inter-Continental Hotels Corporation, IHC）予英國企業Grand Metropolitan。其後Grand Metropolitan將其業務重心轉移至快餐店經營，於是於1988年把洲際酒店公司出售予日本季節集團（Saison Group）。
1998年3月，日本季節集團把洲際酒店公司出售予巴斯查靈頓，使得洲際酒店公司歷經轉手由英資轉為日資後，再度回歸英資。
2000年，巴斯查靈頓把其品牌名稱及其釀酒業務和資產以230萬英鎊的代價全數出售予比利時醸酒公司Interbrew，更將其公司名稱更改為六洲酒店公司（Six Continents Plc），自此正式脫離其釀酒本業並確立其於酒店業發展的基石。
2003年，集團名稱由六洲酒店集团（Six Continents Plc）取其旗下的旗艦品牌洲際酒店及度假村之名，正式更名为現名洲际酒店集团（InterContinental Hotels Group Plc, IHG），唯兩者僅為子母公司的從屬關係，也採用獨立的企業標誌。
洲际酒店集团亦是第一家进入中国的国际连锁酒店。1984年修建的北京丽都假日饭店，便是集團首家於中國境內管理和經營的酒店。丽都假日饭店酒店業主港中旅已于2010年底取消與洲际酒店集团的合作，並以自家旗下的品牌北京丽都维景酒店經營。而該饭店一期的原址于2003年在拆卸後，重新修建了一棟新酒店大樓，2014年2月开业后再次交由洲际酒店集团管理並命名為北京丽都皇冠假日酒店。
2015年初，洲際酒店集團以4.3億美元現金收購金普頓酒店集團（Kimpton Hotels & Restaurants）
2015年7月，洲際酒店集團以9.38億美元（72.789億港元），出售位於尖沙咀香港洲際酒店之業權。買家為Supreme Key Limited，即基匯資本作為新業主。。
2018年3月14日晶華國際酒店集團董事會，通過與洲際酒店集團成立合資公司麗晶酒店及度假村，負責經營開發麗晶酒店於台灣以外地區的全球性業務，合資公司晶華將持股49%，51%股權以0.393億美元轉讓給洲際酒店集團。
2019年2月13日洲際酒店集團以3億美元現金向美國私募股權基金Pegasus Capital Advisors收購總部位於泰國曼谷的奢華酒店、度假村和水療中心品牌六善養生及酒店集團（Six Senses Hotels Resorts Spas）。此次收購包括16家六善酒店和度假村、2家愛梵森酒店，以及六善、Raison d’Etre、LivNordic等品牌共37家水療會所管理權，但不包括相關物業。
2021年2月，由於Covid-19的限制，洲際酒店集團宣布上年虧損1.53億美元。但是，預計Holiday Inn Express品牌將在恢復過程中提供動力。

## 集团旗下品牌

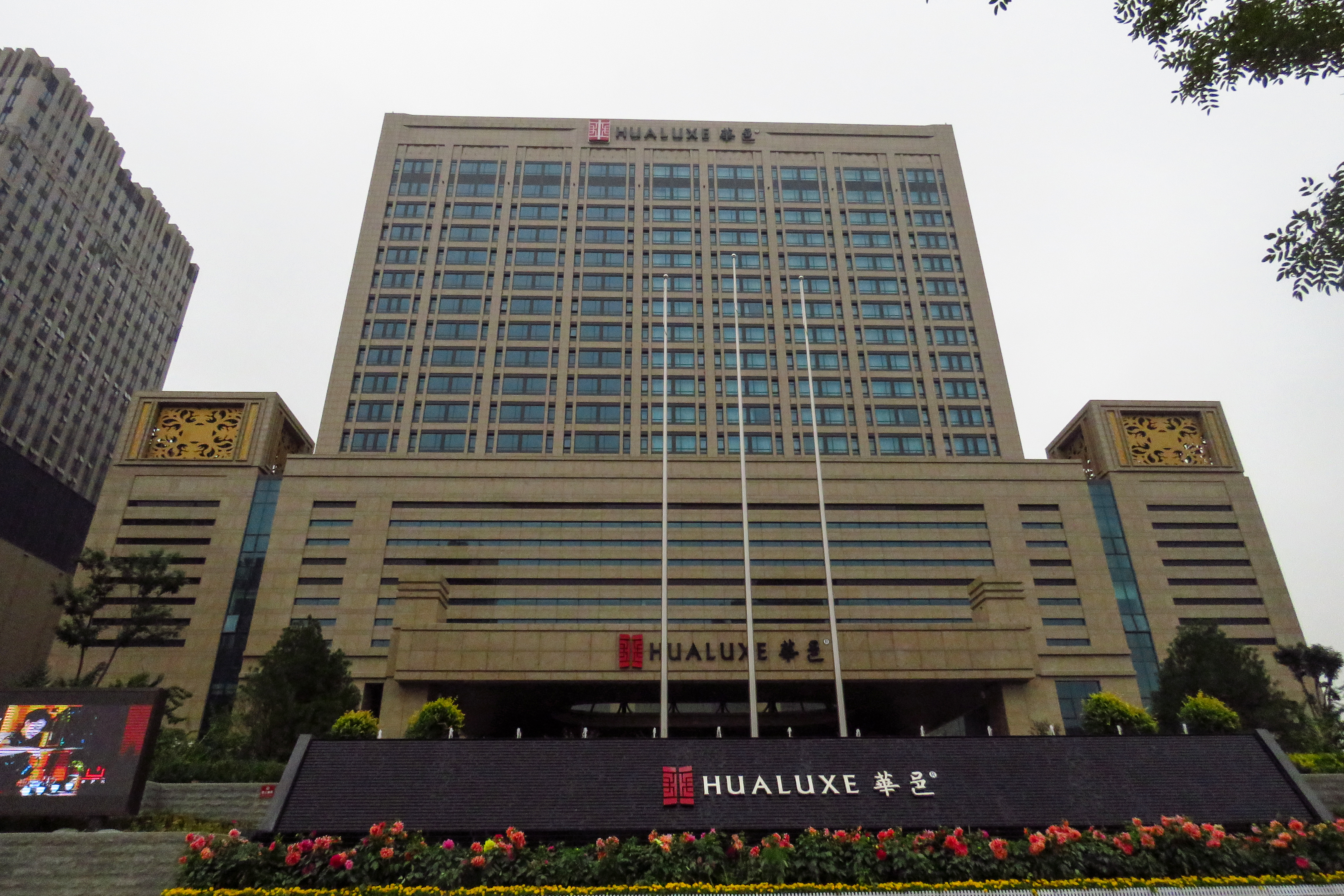
张家口容辰华邑酒店

迄2024年，洲际酒店集团旗下共有五类19个酒店品牌：
| 品牌                    | 品牌                              | 数量 （迄2024年） |
| 中文名称                | 英文名称                          | 数量 （迄2024年） |
| 奢华精品                | 奢华精品                          | 奢华精品          |
| ----------------------- | --------------------------------- | ----------------- |
| 英迪格酒店              | Hotel Indigo                      | 158               |
| 洲際酒店及度假村        | InterContinental Hotels & Resorts | 224               |
| 金普顿酒店及餐廳        | Kimpton Hotels & Restaurants      | 75                |
| 麗晶酒店及度假村        | Regent Hotels & Resorts           | 10                |
| 六善                    | Six Senses                        | 27                |
| 洲至奢选                | Vignette Collection               | 12                |
| 高端                    |                                   |                   |
| 皇冠假日酒店及度假村    | Crowne Plaza Hotels & Resorts     | 407               |
| 逸衡酒店                | Even Hotels                       | 31                |
| 华邑酒店及度假村        | Hualuxe Hotels & Resorts          | 20                |
| voco（无正式汉语译名）  | voco（无正式汉语译名）            | 71                |
| 品质                    |                                   |                   |
| 阿维德酒店*             | Avid Hotels                       | 73                |
| 假日酒店                | Holiday Inn                       | 1,206             |
| 加纳酒店*               | Garner Hotels                     | 4                 |
| 智選假日酒店            | Holiday Inn Express               | 3,190             |
| 长住                    |                                   |                   |
| 筑格酒店                | Atwell Suites                     | 3                 |
| 烛屋套房酒店*           | Candlewood Suites                 | 384               |
| 假日酒店俱乐部度假村    | Holiday Inn Club Vacations        | 28                |
| 斯泰布里奇套房酒店*     | Staybridge Suites                 | 330               |
| 专属合作伙伴            |                                   |                   |
| 伊比利亚斯塔海滩度假村* | Iberostar Beachfront Resorts      | 50                |
| 注：标*的为非官方译名   |                                   |                   |

2012年，洲际称旗下有超5400家酒店，其中4433家为特许经营，907家由公司管理但单独拥有，八家为公司直属。迄2019年3月31日，该公司旗下共有5656家酒店，84万2759间客房，覆盖近100个国家和地区。
洲际集团的酬宾计划为“IHG优悦会”（英語：IHG One Rewards），每点积分平均价值为0.68美分。